# Panini (canção)
"Panini" é uma canção do rapper e cantor norte-americano Lil Nas X do seu extended play (EP) de estreia, 7 (2019). Seu lançamento ocorreu em 20 de junho de 2019, por intermédio da Columbia Records, servindo como segundo single de seu projeto musical. "Panini" foi escrito por David Biral, Denzel Baptiste, Montero Lamar Hill e Oladipo Omishore , e produzido por Take a Daytrip.

## Videoclipe
Mike Diva dirigiu o videoclipe de "Panini", estrelado por Skai Jackson. Ele estreou em 5 de setembro de 2019. O vídeo mostra ela tentando ultrapassar Lil Nas X e coreografar robôs em um cenário futurista de Tóquio. Utiliza várias luzes, hologramas e anúncios; junto com outdoors flutuantes e carros voadores.

## Tabelas musicais
| Paradas (2019)                                    | Melhor posição |
| ------------------------------------------------- | -------------- |
| Austrália (ARIA)                                  | 15             |
| Áustria (Ö3 Austria Top 75)                       | 55             |
| Bélgica (Ultratop 50 de Flandres)                 | 38             |
| Bélgica (Ultratip Bubbling Under da Valônia)      | 4              |
| Canadá (Canadian Hot 100)                         | 8              |
| Canadá (Billboard CHR/Top 40)                     | 39             |
| República Checa (Singles Digitál Top 100)         | 26             |
| Dinamarca (Hitlisten)                             | 28             |
| Estônia (Eesti Ekspress)                          | 11             |
| França (SNEP)                                     | 93             |
| Alemanha (Offizielle Deutsche Charts)             | 85             |
| Grécia (IFPI Greece)                              | 6              |
| Hungria (Stream Top 40)                           | 11             |
| Islândia (Tonlist)                                | 28             |
| Irlanda (IRMA)                                    | 18             |
| Letônia (LAIPA)                                   | 7              |
| Lituânia (AGATA)                                  | 8              |
| Países Baixos (Single Top 100)                    | 45             |
| Nova Zelândia (Recorded Music NZ)                 | 14             |
| Noruega (VG-lista)                                | 26             |
| Portugal (AFP)                                    | 23             |
| Romênia (Airplay 100)                             | 74             |
| Escócia (Scottish Singles Chart)                  | 66             |
| Singapura (RIAS)                                  | 21             |
| Eslováquia (Singles Digitál Top 100)              | 12             |
| Suécia (Sverigetopplistan)                        | 42             |
| Suíça (Schweizer Hitparade)                       | 41             |
| Reino Unido (UK Singles Chart)                    | 21             |
| Estados Unidos (Billboard Hot 100)                | 5              |
| Estados Unidos (Billboard Dance/Mix Show Airplay) | 10             |
| Estados Unidos (Billboard R&B/Hip-Hop Songs)      | 2              |
| Estados Unidos (Billboard Mainstream Top 40)      | 6              |
| Estados Unidos (Billboard Rhythmic)               | 1              |
| Estados Unidos (Rolling Stone Top 100)            | 2              |

### Certificações
| País           | Certificador      | Certificação |
| -------------- | ----------------- | ------------ |
| Brasil         | Pro-Música Brasil | Diamante     |
| Estados Unidos | RIAA              | Platina      |
| Reino Unido    | BPI               | Prata        |

## Prêmios e indicações
| Ano  | Prêmio       | Categoria                           | Resultado | Ref.   |
| ---- | ------------ | ----------------------------------- | --------- | ------ |
| 2020 | Grammy Award | Melhor Desempenho de Rap ou Cantado | Indicado  | [ 47 ] |

## Históricos de lançamentos
| Região         | Data                | Formato                    | Gravadora | Ref    |
| -------------- | ------------------- | -------------------------- | --------- | ------ |
| Mundo          | 20 de junho de 2019 | Download digital streaming | Columbia  | [ 48 ] |
| Estados Unidos | 2 de julho de 2019  | Rhythmic contemporary      | Columbia  | [ 49 ] |
| Estados Unidos | 9 de julho de 2019  | Contemporary hit radio     | Columbia  | [ 50 ] |